# 6052 Junichi
6052 Junichi eller 1992 CE1 är en asteroid i huvudbältet som upptäcktes den 9 februari 1992 av de båda japanska astronomerna Kazuro Watanabe och Kin Endate vid Kitami-observatoriet. Den är uppkallad efter den japanska astronomen Junichi Watanabe.
Asteroiden har en diameter på ungefär 24 kilometer och den tillhör asteroidgruppen Griqua.